# 萊特龍

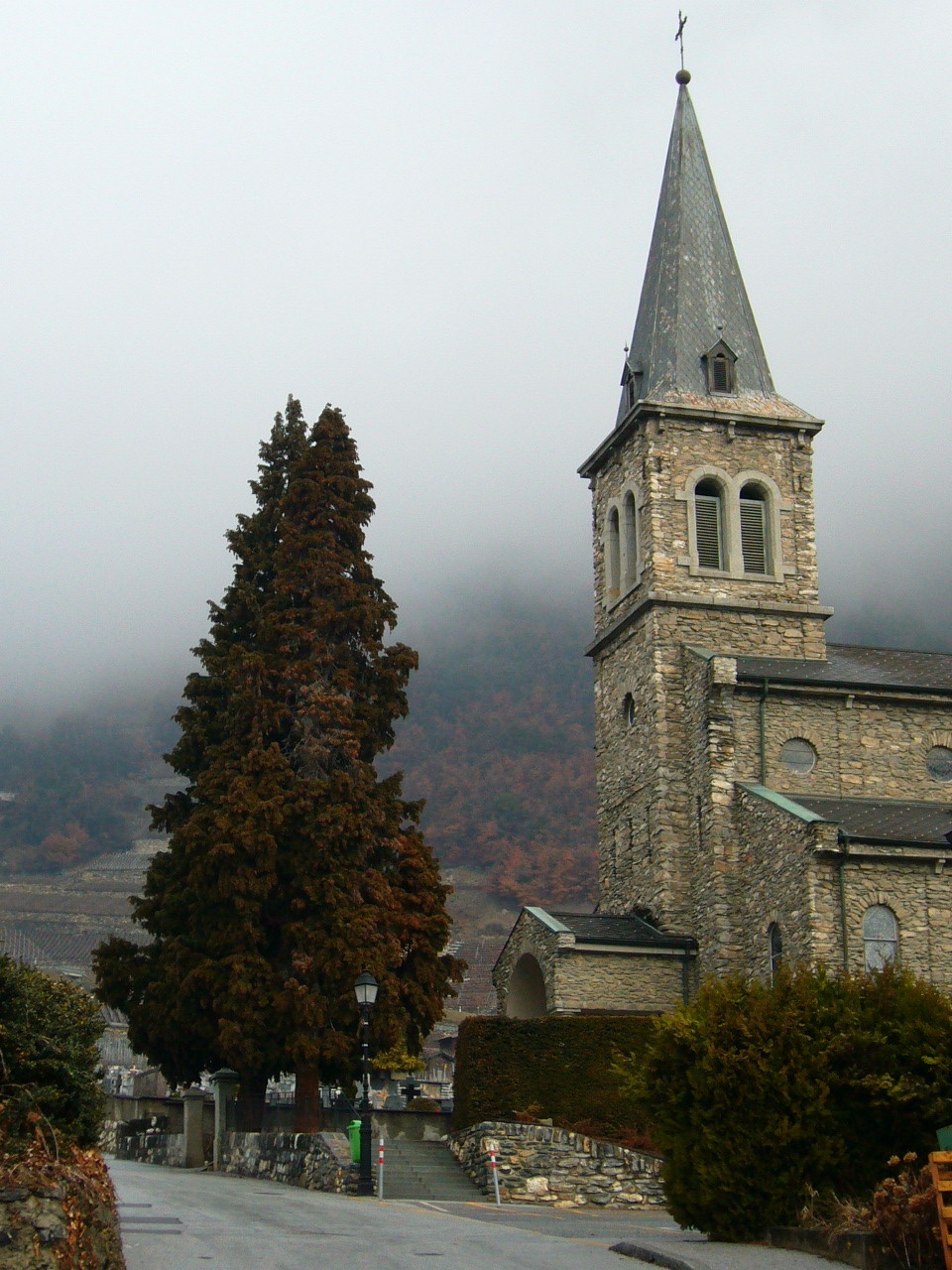

萊特龍是瑞士的城鎮，位於該國南部，由瓦萊州負責管轄，面積26.85平方公里，海拔高度485米，2011年人口2,758，九成人口信奉羅馬天主教，人口密度每平方公里103人。

## 外部連結
- Official website （页面存档备份，存于） （法文）